# GEOM
GEOM は、FreeBSD オペレーティングシステムにおける主要なストレージフレームワーク。FreeBSD 5.0 とそれ以降で利用可能で、ストレージ階層へのアクセス手段の標準化を提供する。GEOM はモジュール式で、GEOM モジュールはフレームワークとの接続が可能である。例えば、geom_mirror モジュールはシステムに対して、RAID1又はミラーリング機能を提供できる。幅広い範囲のモジュールが利用可能であり、また様々な FreeBSD 開発者達の積極的な開発により、新しいモジュールが利用可能となっている。
GEOM は、DARPA CHARTS 研究プログラムの一環として、
アメリカ国防高等研究計画局/SPAWARとの契約 N66001-01-C-8035 ("CBOSS")の下、Poul-Henning Kamp と ネットワークアソシエイツ社の Security Research 部 NAIラボにより、FreeBSD 向けに開発された。この名前は、ディスクジオメトリ(geometry)への影響を象徴化する。

## スタック設計
GEOMのモジュール設計により、GEOMレイヤーのチェインを形成する為、モジュールは同時にスタックさせることが可能である。例えば、geom_mirror の上に暗号化モジュールを追加可能で、geom_eil はそのようなミラーリングと暗号化ボリュームを提供する。それぞれのモジュールは、コンシューマー（消費者）またはプロバイダー（提供者）となる。プロバイダは GEOM モジュールのソースであり、大抵は物理ハードドライブであるが、メモリディスクのような仮想ディスクの場合もある。GEOM モジュールは、出力デバイスへ向けて順に提供される。コンシューマーと呼ばれる他の GEOM モジュールは、互いに接続するモジュールのチェインを作成する為、これを提供することができる。
ソース → GEOM モジュール → 出力
は、次を参照する:
プロバイダー → GEOM モジュール → コンシューマー
例えば、geom_mirror モジュールは（コンシューマーの立場として）これらのプロバイダー: /dev/ada0, /dev/ada1 を利用するかもしれない。一方、このモジュールは（プロバイダーの立場として）/dev/mirror/gm0 と呼ばれる新しいデバイスを作成する。GEOM チェインの終端において、大抵のファイルシステムは、有用性の為に実際にGEOMプロバイダーを利用して適用する。そのプロバイダーはGEOM モジュールにより作成され、物理ハードドライブのように振る舞い、FreeBSD ネイティブの Unix File System(UFS) のようなファイルシステムを含めることができる。

## 利用可能なモジュール
ストレージモジュール
- geom_stripe (RAID0)
- geom_mirror (RAID1)
- geom_raid ("software raid" コントローラにおけるRAID機能をサポート)
- geom_raid3 (RAID3)
- geom raid5 (RAID5, まだ -CURRENT として提供されない)
- geom_concat (結合[2]、またスパニング又はJBODとも呼ばれる)
- geom_vinum (RAID0/1/4/5 に対応するレガシー ボリュームマネージャ)
- geom_ccd (RAID0と不完全なRAID1に対応するレガシー ボリュームマネージャ)

暗号化と圧縮モジュール
- geom_eli (GELIとも呼ばれる、AES, Blowfish, トリプルDES 又は Camellia アルゴリズムを用いた伝統的な暗号化を提供する。MD5, SHA1, SHA256, SHA384, SHA512 又は RIPEMD160 を使うことでデータの証明をサポートする。)
- geom_bde (GBDEとも呼ばれる, 4種の暗号バリアによる最先端の暗号化)
- geom_shsec (共有シークレット暗号化モジュール)
- geom_uzip (読込専用のZIP 圧縮イメージ)

ファイルシステムモジュール
- geom_label (簡単なパーティショニングの為の固有名の付与を提供)
- geom_journal (Unix File System(UFS)に対するジャーナリングサポートを追加)
- geom_cache (RAMをバッファキャッシュとして用いたパフォーマンス向上の為のキャッシングのサポートを追加)
- geom_mbr

仮想化
- geom_md (スワップ又はメモリ、ファイルをバックエンドに用いた仮想ディスクを作成)
- geom_nop (デバッグとテストの為の透過モジュールを作成)
- geom_gate (ネットワークディスクをバックエンドに用いた仮想ディスクを作成)
- geom_virstor (allows overloading a geom provider by creating a provider larger than its consumer)
- geom_linux_lvm (Linux LVM2 ボリュームを読込)